# MOODYZ
MOODYZ는 일본의 CA계열의 AV 제작 메이커이다. 2000년에 설립되었고, 작품 발매일은 매월 1일과 13일이다.

## 과거 / 현재 주요 전속 배우
- 하츠네 미노리
- 타카하시 쇼코
- 줄리아
- 츠보미
- 후유츠키 카에데
- 아키야마 쇼코
- 사야마 아이
- 요시카와 아이미
- 이토 치나미
- 미우라 사쿠라
- 나나사와 미아
- 나카무라 미우
- 니시카와 유이
- 니시미야 코노미
- 하츠카와 미나미
- 카미사키 시오리
- 오키타 안리
- 노노카 하나
- 유메 카나
- 히토미
- 니시다 카리나
- 니노미야 히카리
- 시다 유키나
- 미사키 미유
- 야기 나나
- 나카야마 후미카
- 시라사카 유이
- 진구지 나오